# Хуанхеїт-(Се)
Хуанхеїт-(Се) (заст. Хуанхі́т) — мінерал, флуорокарбонат барію і церію острівної будови. Названий за китайською річкою Хуанхе (Є. І. Семенов, Чжай Пей-шань, 1961), поблизу якої вперше був знайдений.

## Опис
Хімічна формула: BaCe[F|(CO3)2].
Склад у % (басейн Хуанхе): BaO — 36,46; TR2O3 — 38,40 (Ce — 49,8; La — 22; Nd — 20; Pr — 6,4; Sm — 1; Gd — 0,5; Dy — 0,2; Eu — 0,1); F — 4,00; CO2 — 20,90; H2O — 0,93.
Сингонія гексагональна. Форми виділення: пластинчасті кристали, структури неправильної форми. Утворює пластинки розміром 10×5×1 см. Спайність по (0001). Густина 4,51-4,67. Тв. 3,4-4,0. Колір медово-жовтий, жовтувато-зелений. Блиск жирний. Злам нерівний. Рідкісний.

## Поширення
Зустрічається в магнетото-гематитових родовищах. Супутні мінерали: егірин, флюорит, барит, рідкісноземельні мінерали. Знахідки: Баюнь-Обо (Внутрішня Монголія, Китай).